# Amleto Giovanni Cicognani
Amletto Giovanni Cicognani (Brisighella, 24 februari 1883 – Vaticaanstad, 17 december 1973) was een Italiaans geestelijke en kardinaal van de Katholieke Kerk.
Cicognani bezocht het seminarie in Faenza en werd op 23 september 1905 priester gewijd. Tot 1910 studeerde hij verder in Rome waar hij doctoraten behaalde in de theologie, de wijsbegeerte en het canoniek recht. Vanaf dat moment begon zijn loopbaan bij de Romeinse Curie. Hij werkte aanvankelijk bij de Congregatie voor de Riten. Hij werd in de jaren '20 monseigneur, eerst als Kamerheer van de Paus, later als Pauselijk Huisprelaat. In 1922 werd hij adjunct bij de Congregatie voor het Consistorie en in 1928 assessor bij de Congregatie voor de Oosterse Kerken.
Vanaf 1924 was hij al regelmatig - als speciaal gezant van de paus - in het buitenland. In 1933 werd hij door paus Pius XI benoemd tot titulair bisschop van Laodicea in Frygië en tot apostolisch delegaat voor de Verenigde Staten. Hij zou het ambt meer dan 25 jaar uitoefenen.
Tijdens het consistorie van 15 december 1958 werd hij kardinaal gecreëerd. De San Clemente werd zijn titelkerk. Dat hij zo lang op een kardinaalshoed had moeten wachten, had vermoedelijk verband met het feit dat zijn broer, Gaetano Cicognani al kardinaal was. Het kerkelijk recht stond niet toe dat twee broers tezelfdertijd kardinaal waren. Van dat recht was overigens in het verleden al vaker afgeweken en paus Johannes XXIII deed het, toen hij Amleto in het College van Kardinalen opnam.. Johannes benoemde Cicognani in 1959 tot secretaris van de Congregatie voor de Oosterse Kerken en in 1961 tot Kardinaal-staatssecretaris. In die functie zou hij tot 1969 blijven. Cicognani zou een van de leidende liberale kardinalen zijn tijdens het Tweede Vaticaans Concilie. In 1968 werd hij naast het staatssecretariaat ook nog belast met de leiding van de Administratie van het Patrimonium van de Heilige Stoel. In 1968 werd hij kardinaal-bisschop van het suburbicair bisdom Frascati. In 1969 legde hij al zijn functies neer. Hij werd - één jaar voor zijn dood - nog wel deken van het College van Kardinalen en kardinaal-bisschop van het bijbehorende bisdom Ostia.
- Biblioteca Nacional de España: XX1202050
- Bibliothèque nationale de France: cb11575131c (data)
- CiNii: DA17150325
- Gemeinsame Normdatei: 116517417
- International Standard Name Identifier: 0000 0000 7138 9958
- Library of Congress Control Number: n88029478
- Nationale bibliotheek van Australië: 35717116
- Nederlandse Thesaurus van Auteursnamen: 071180710
- Istituto Centrale per il Catalogo Unico: RAVV019723
- SNAC: w6d29fts
- Système universitaire de documentation: 243262698
- Trove: 1055660
- Virtual International Authority File: 107145857822023020055
- WorldCat: E39PBJjHj4K6rTbMRPPVY6TWDq